# Ophiozonella novaecaledoniae
Ophiozonella novaecaledoniae is een slangster uit de familie Ophiolepididae.
De wetenschappelijke naam van de soort werd in 1990 gepubliceerd door C. Vadon.